# Друзья навсегда (фильм, 2019)
«Друзья навсегда» (англ. Our Friend) — американский художественный фильм режиссёра Габриэлы Каупертвэйте, главные роли в котором сыграли Кейси Аффлек, Дакота Джонсон, Джейсон Сигел и Гвендолин Кристи. Премьера состоялась в 2019 году, в прокат фильм вышел 22 января 2021 года.

## Сюжет
Супруги Мэтью и Николь узнают, что Николь смертельно больна. Ей осталось жить всего полгода. Лучший друг пары, узнав об этом, переезжает к ним, и жизнь сразу меняется.

## В ролях
- Кейси Аффлек — Мэтью
- Дакота Джонсон — Николь
- Джейсон Сигел — Дэн
- Гвендолин Кристи — Тереза
- Черри Джонс  — Фэй Пруэт
- Изабелла Райс — Молли
- Ана О’Райли — Гейл
- Азита Ганизада — Элизабет

## Релиз и оценки
Премьера фильма состоялась на кинофестивале в Торонто 6 сентября 2019 года, а 22 января 2021 года картина вышла в театральный прокат. Она получила одобрительные отзывы: в частности, Кейти Рич из Vanity Fair написала, что «Друзья навсегда» — «немасштабная человеческая история, каких немного снимают в наши дни». Элла Кемп из The Playlist высоко оценила игру актёров, особенно Аффлека и Сигела.
На сайте-агрегаторе рецензий Rotten Tomatoes фильм получил рейтинг 85% при средней оценке 7,3 из 10.